# Hochfellnseilbahn
Die Hochfellnseilbahn ist eine Luftseilbahn mit zwei Sektionen am Hochfelln in Bayern. Beginnend in Bergen überwindet die Pendelbahn einen Höhenunterschied von 1060 Metern. Sie wurde in den Jahren 1968–1971 errichtet und ist nach der Nebelhornbahn in Oberstdorf die zweitlängste Seilbahn Deutschlands. Betreiber ist die Hochfelln-Seilbahn GmbH & Co. KG.

## Erste Sektion
Die erste Sektion hat eine Länge von 3410 Metern. Sie überwindet mit einer Maximalsteigung von 49,4 % eine Höhendifferenz von 490 Metern. Die größte Spannweite der auf drei Stützen von 30, 50 und 60 Meter Höhe verlegten Bahn beträgt 1840 Meter. Die beiden Tragseile haben einen Durchmesser von 45 mm, das Zugseil von 27 mm. Der Antrieb erfolgt mit einem 770 PS starken Motor. Das Fassungsvermögen der Kabinen, die maximal eine Geschwindigkeit von 36 km/h erreichen können, beträgt 70 Personen.

## Zweite Sektion
Die zweite Sektion hat eine Länge von 1430 Metern. Sie überwindet mit einer Maximalsteigung von 70,5 % eine Höhendifferenz von 570 Metern. Die größte Spannweite der auf einer Stütze von 35 Meter Höhe verlegten Bahn beträgt 1266 Meter. Die beiden Tragseile haben einen Durchmesser von 35 mm, das Zugseil von 26 mm. Der Antrieb erfolgt mit einem 515 PS starken Motor. Das Fassungsvermögen der Kabinen, die eine Geschwindigkeit von maximal 36 km/h erreichen können, beträgt 45 Personen.

## Technische Daten
| Daten                 | Sektion 1           | Sektion 2           |
| --------------------- | ------------------- | ------------------- |
| Höhendifferenz        | 490 m               | 570 m               |
| Schräge Länge         | 3410 m              | 1430 m              |
| max. Steigung         | 49,4 %              | 70,5 %              |
| max. Spannweite       | 1840 m              | 1266 m              |
| Stützen               | 3                   | 1                   |
| Tragseildurchmesser   | 45 mm               | 35 mm               |
| Zugseildurchmesser    | 27 mm               | 26 mm               |
| Leistung Hauptantrieb | 770 PS (~566 kW)    | 515 PS (~379 kW)    |
| Förderkapazität       | 500 Personen/Stunde | 600 Personen/Stunde |
| Personen/Kabine       | 70                  | 45                  |
| Geschwindigkeit       | 10 m/s              | 10 m/s              |

Mittelstation der Seilbahn
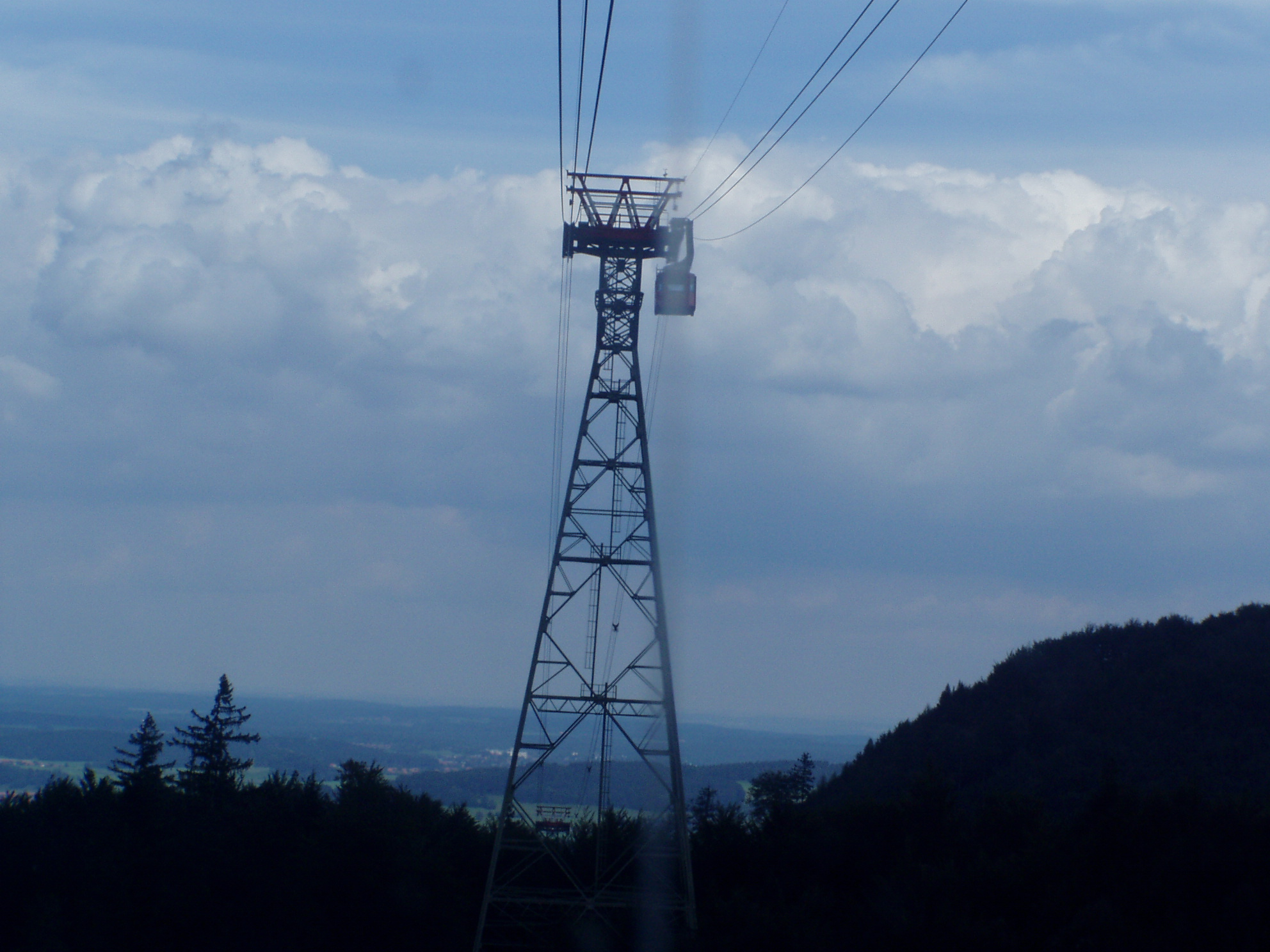
1. Sektion der Bahn
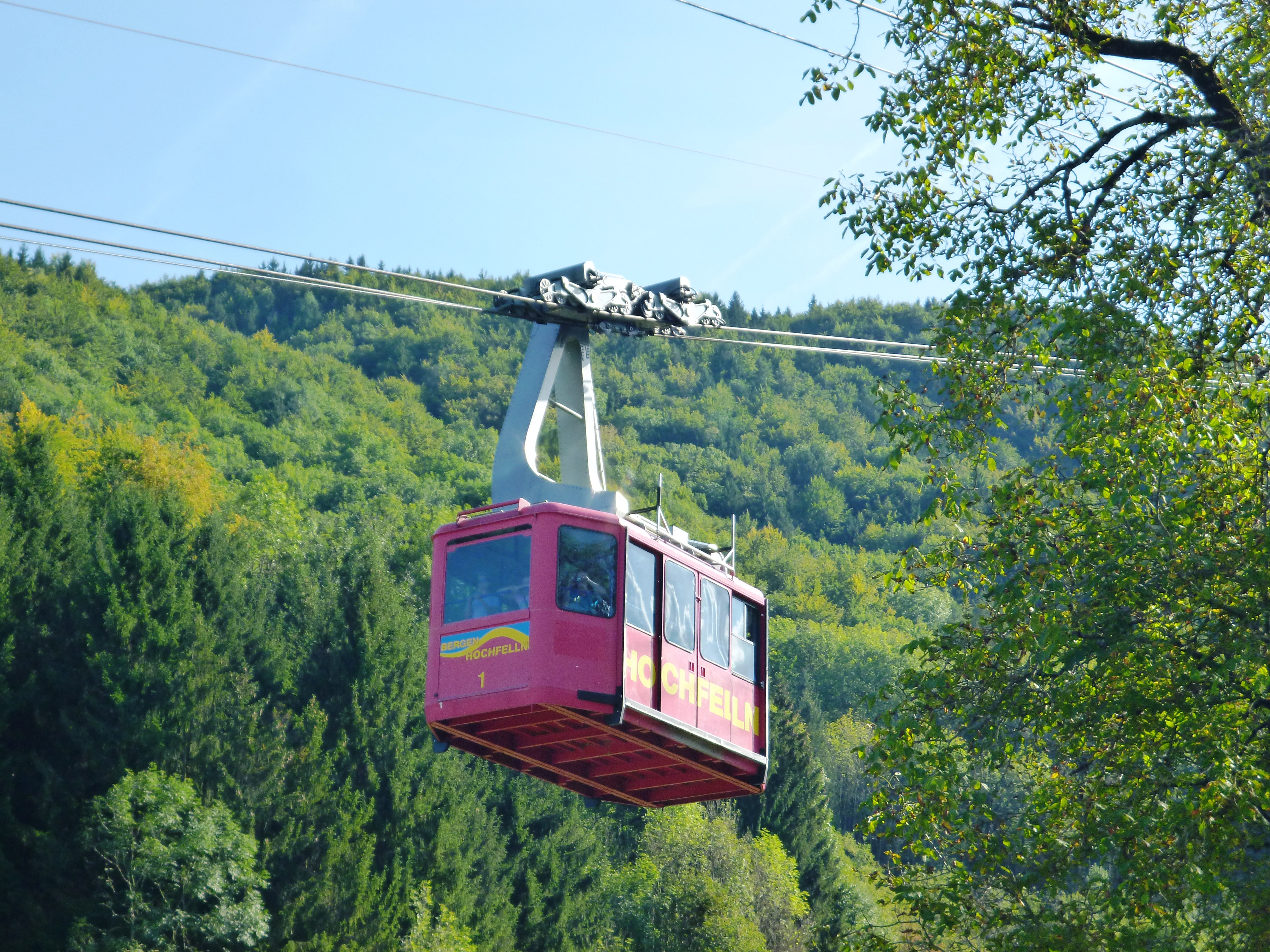
Gondel der 1. Sektion
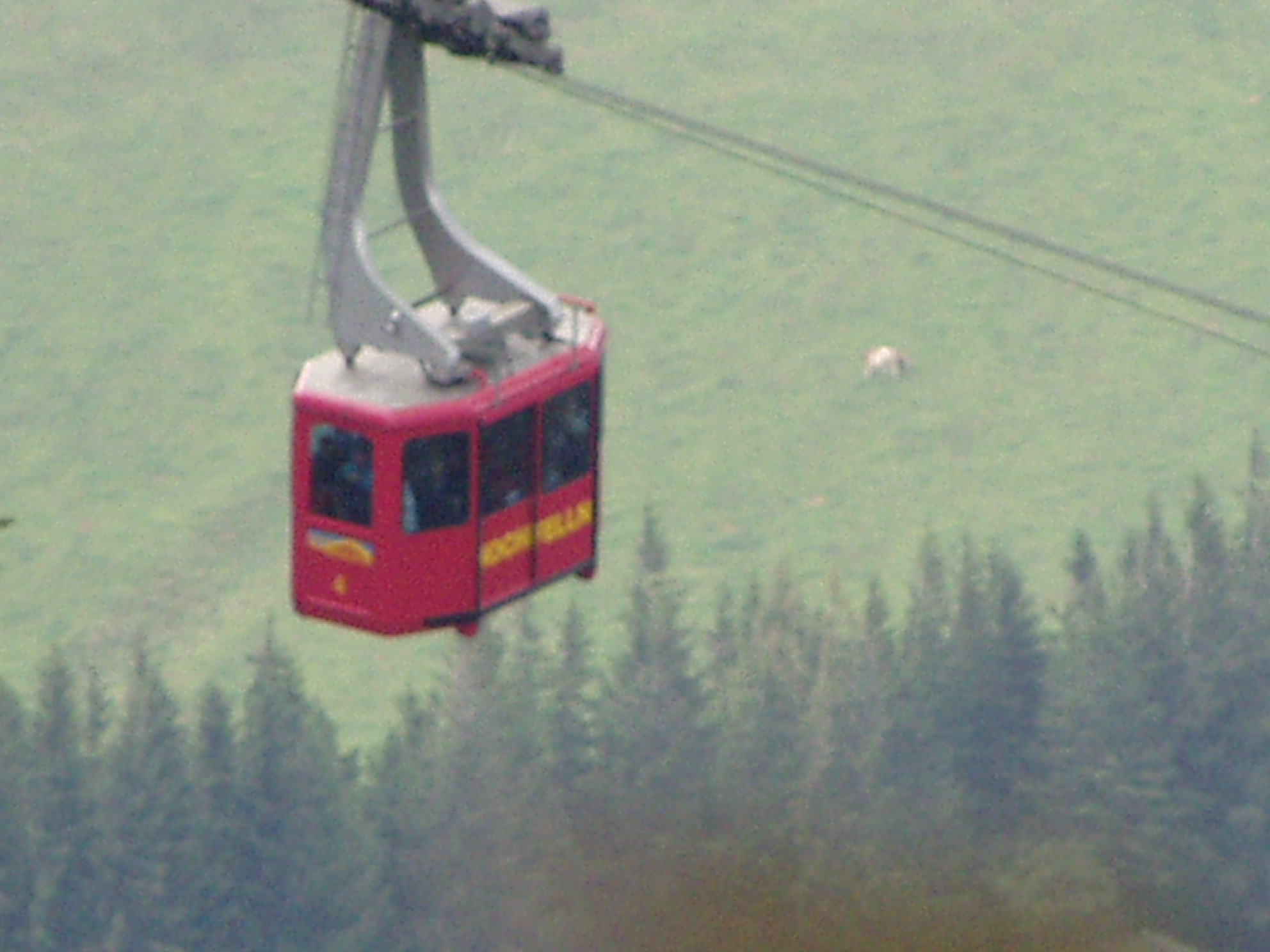
Gondel der 2. Sektion